# Zipi y Zape Especial
Zipi y Zape Especial fue un tebeo editado por Bruguera entre 1978 y 1986, con 167 números publicados. Fue dirigida por Mercedes Blanco Abelaira.

## Trayectoria

### 1978-1983
Hasta 1983, la nueva cabecera no se diferenciaba apenas de "Zipi y Zape" y "Súper Zipi y Zape", ambas fundadas en 1972, salvo por acoger series procedentes de la última época de "Pulgarcito" y por un par de series nuevas:
| Números | Fecha       | Título                                              | Autoría                        | Procedencia/Tipo |
| ------- | ----------- | --------------------------------------------------- | ------------------------------ | ---------------- |
| 1, 22,  | 15/05/1978- | Robín Robot                                         | José Sanchis                   |                  |
| 1,      | 15/05/1978- | El profesor Tragacanto y su clase que es de espanto | Martz Schmidt                  |                  |
| 1,      | 15/05/1978- | Cinco amiguetes                                     | Jaime Rovira                   |                  |
| 1, 22,  | 15/05/1978- | Zipi y Zape                                         | Escobar                        |                  |
| 1,      | 15/05/1978- | Copito                                              | Dupa                           |                  |
| 1, 22,  | 15/05/1978- | Rompetechos                                         | Ibáñez                         |                  |
| 1, 22,  | 15/05/1978- | Leoncio                                             | Jesús de Cos/Enrich            |                  |
| 1-8     | 15/05/1978- | Dina la dulce                                       |                                | D. C. Thomson    |
| 1, 22,  | 15/05/1978- | Los juegos del circo Tachin Tachin                  | J. Laboado                     | Pasatiempos      |
| 1,      | 15/05/1978- | Los Empollones                                      | Rafael Vaquer                  |                  |
| 1       | 15/05/1978- | Patitas                                             |                                | I. P. C.         |
| 22      |             | ¡Qué chucho!                                        | Reg Parlett                    | I. P. C.         |
| 22      |             | Marcolino                                           | Toni Pagot                     |                  |
| 22      |             | Jorge y Rosita                                      | Charly/Tran                    |                  |
| 22      |             | Pepe Barrena                                        | Segura                         |                  |
| 22      |             | Nero                                                | Jordi Buxadé                   |                  |
| 22      |             | Alí, el genio de la lámpara                         | Sifre                          |                  |
| 22      |             | Sir Bombín                                          | Oscar Fernández, Daniel Branca |                  |
| 22      |             | Teo y Dorita                                        |                                | Le Lombard       |
| 22      |             | Pulgarcito                                          | Jan                            | "Pulgarcito"     |
| 22      |             | Bermudillo, el genio del hatillo                    | Thom Roep/Piet Wijn            | Holandesa        |
| 22      |             | Ornelo                                              | Fresno's                       | Nueva            |
| 22      |             | Héctor                                              | Sesén/Chiqui de la Fuente      | "Trinca" (1971)  |

Al igual que "Mortadelo Gigante" y "Mortadelo Especial" contenía una historieta larga completa en cada uno de los números:
| Número | Fecha       | Serie                        | Título                          | Guion            | Dibujo           | Páginas | Procedencia |
| ------ | ----------- | ---------------------------- | ------------------------------- | ---------------- | ---------------- | ------- | ----------- |
| 1,     | 15/05/1978- | Chick Bill                   | La erupción del Patratomac      | Tibet            | Tibet            | 60      | Tintín)     |
| 2      |             | Corentin                     | El signo de la cobra            | Paul Cuvelier    | Paul Cuvelier    | 44      | Tintín      |
| 10     |             | ¡Fugitivos!                  |                                 | Scott Goodall    | Joe Colquhoun    | 21      | Buster      |
| 13     |             | Buddy Longway                | El secreto                      | Derib            | Derib            | 46      | Tintín      |
| 28     |             | Tuky, el tucán               |                                 | Bob de Groot     | Walli            | 30      |             |
| 33     |             | Clorofila                    | Clorofila y los conspiradores   | Raymond Macherot | Raymond Macherot | 47      | Tintín      |
| 40     |             | El Capitán Barbaloca         | Encuentro con el Corsario Negro |                  | Jordi Nabau      | 38      | Nueva       |
| 51     |             | Sergio, el pequeño emigrante |                                 | Ivan Delporte    | René Follet      | 46      |             |
| 63     |             | Johan y Pirluit              | El sortilegio de Malasombra     | Peyo             | Peyo             | 60      |             |
| 91     |             | Tarzanín y Cuchi Cuchi       | ¡El gran safari!                | Raoul Cauvin     | Luc Mazel        | 44      | Spirou      |
| 96     |             | Ayak, el lobo blanco         |                                 | Jean Ollivier    | Eduardo Coelho   | 52      | Pif gadget  |

### 1983-1986
A partir de 1983 y hasta su cierre en 1986, "Zipi y Zape Especial" adquirió una estructura monotemática, a semejanza de "Mortadelo Especial", de tal forma que en cada número la portada, la aventura larga y series como Zipi y Zape, Aníbal, Los cinco amiguetes, Ornelo o Roquita estaban dedicadas a un mismo tema:
| Número | Fecha   | Tema             | Título de la historieta larga         | Guionista      | Dibujante             | Páginas                   | Procedencia   |
| 107    |         | Superases        | Capitán Carrot: El síndrome de Plutón | Roy Thomas     | Scott Shaw            | 27                        | DC Comics     |
| 126    |         | ¡Chao, cole!     | Cristina y sus amigas                 | T. Ardanuy     | Manuel Cuyàs          | 30                        |               |
| 130    |         | Contamos contigo | Taraz, el muchacho salvaje            | Roger Lecureux | Rafael Carlo Marcello | 19                        |               |
| 140    | 11/1984 | A la oriental    | Ali Beber: La llave de la felicidad   | Blareau        | Bédu                  | 30                        |               |
| 141    | 12/1984 | Gremlins         | San Juan de la lumbre                 | Inés Marful    | Adolfo García         | 37 (pp. 19 a 37, 40 a 58) | "El Carbayín" |
| 144    |         | ¡Abracadabra!    | La marca de Morgane                   | Rodolphe       | Michel Rouge          | 46                        | "Circus"      |
| 155    | 12/1985 | Break-dance      | Gnipo de Hapx: La llegada de Gnipo    |                | Ángel Segura Moreno   | 20 (pp. 28 a 47)          |               |